# La Culotte (Anouilh)
Pour les articles homonymes, voir La Culotte.
La Culotte est une pièce de théâtre de Jean Anouilh créée au Théâtre de l'Atelier (Paris) le 19 septembre 1978.
Elle fait partie des Pièces farceuses avec Chers zoiseaux (1976), Épisode de la vie d'un auteur (1948) et Le Nombril (1981).

## Argument
Léon, écrivain et journaliste, membre de l'Académie française, est enchaîné par son épouse en attendant son procès. Il a fait un enfant à la bonne. Toute sa famille le traite en paria et il est forcé chaque jour de faire son autocritique. C'est qu'il y a eu la révolution féministe et les hommes soupçonnés de phallocratie sont punis par l'émasculation. Les autres sont forcés à la soumission.
Cependant, chaque matin, on lui libère la main droite pour qu'il écrive son article pour le Figaro, gagne-pain de la famille.
Dans un procès où son épouse fait tout pour le faire condamner et où son avocat, Lebelluc, lui-même castré par sa propre volonté par ambition, fait une brillante plaidoirie qui déprécie sa virilité, Léon avoue son crime pour prendre la défense de la bonne et de l'amour qu'elle lui a inspiré.
Devant le châtiment qui l'attend, la nouvelle bonne le prend en pitié et facilite son évasion vers la Suisse, pays encore non touché par la révolution. En chemin, les vieilles tendances phallocrates de Léon prennent le dessus et la bonne s'accoquine avec La Ficelle, le valet.

## Distribution
Création en 1978 au Théâtre de l'Atelier
- Léon de St Pé : Jean-Pierre Marielle
- Marie-Christine : Ariane Carletti
- La Grand-mère : Madeleine Cheminat
- Flipote : Gilberte Géniat
- La Ficelle : Marco Perrin
- Ada : Jacqueline Jehanneuf
- Toto : Sylvain Rougerie
- La nouvelle Bonne : Nicole Vassel
- Lebelluc : Christian Marin
- La Présidente : Odile Mallet
- Deuxième femme juge : Yvonne Decade
- Troisième femme juge : Anne-Marie Jabraud
- Mise en scène : Jean Anouilh et Roland Piétri
- Décors : Jean-Denis Malclès

Reprise au Théâtre de l'Athénée en 2023
- Mise en scène: Emeline Bayart
- Marc Chouppart : Léon de Saint Pé
- Emeline Bayart: Ada
- Christophe Canard : Lebelluc/violon
- Laurent Ménoret : La Présidente
- Herrade Von Meier : La Nouvelle Bonne/Flipote
- Thomas Da Costa: Toto/La Ficelle/trombone
- Corinne Martin : Marie-Christine/La Grand-Mère/clarinette
- Marc-Henri Lamande: Suzanne/piano
- Décor et costumes: Anne-Sophie Grac